# Óscar Vargas Prieto
Óscar Vargas Prieto (Moquegua, 8 de agosto de 1917 - 17 de enero de 1989) fue un militar y político peruano. En su carrera en el Ejército del Perú, llegó al grado de General de división.

## Biografía
Realizó sus estudios secundarios en el Colegio “Francisco Bolognesi” de la ciudad de Tacna. Egresó de la Escuela Militar de Chorrillos el año de 1941.
En 1974, fue designado como inspector general del Ejército del Perú.
En 1975 fue presidente del Comando Conjunto de las Fuerzas Armadas.
Fue presidente del Consejo de Ministros del Perú y ministro de Guerra en el gobierno de Francisco Morales Bermúdez. Como tal, también fue comandante general del Ejército del Perú.
El año de 1976 pasa a la Situación de Retiro, después de treinta y cinco años de servicios como oficial.

## Reconocimientos
- Orden Militar de Ayacucho en el grado de Caballero, Oficial y Comendador
- Estrella al Mérito Militar, Gobierno de Chile (1960)